# Special Vehicle Team
Das Special Vehicle Team (Abk. SVT) ist ein Zweig der Ford Motor Company, der aus dem früheren Special-Vehicle-Operations-Bereich von Ford hervorgegangen ist. Es ist für die Entwicklung der stärksten Fahrzeuge von Ford verantwortlich und somit mit AMG von Mercedes-Benz oder der BMW M GmbH vergleichbar. Zurzeit ist Hermann Salenbach als Leiter eingesetzt.

## Allgemein
Hauptsächlich produziert SVT getunte Versionen von Ford-Fahrzeugen. Das bekannteste Modell ist hier der Ford Mustang Shelby GT 500. Allerdings entstehen auch eigenständige Fahrzeuge, wie zum Beispiel das GT Supercar, das zusammen mit Saleen entwickelt wurde. SVT wurde 1992 durch mehrere Mitglieder der Marketing- und Managementabteilung von Ford gegründet. Zuvor existierte SVO (Special Vehicle Operations). Hier entstand der zwischen 1984 und 1986 produzierte Mustang SVO mit einem 2,3-Liter Turbo-Motor. Außerdem stellte SVO diverse Tuningteile zur Verfügung. Nach der Gründung von SVT übernahm „Ford Racing Performance Parts“ (FRPP) diese Aufgabe.

## Fahrzeuge
Unter anderem wurden folgende Fahrzeuge durch das Special Vehicle Team entwickelt:

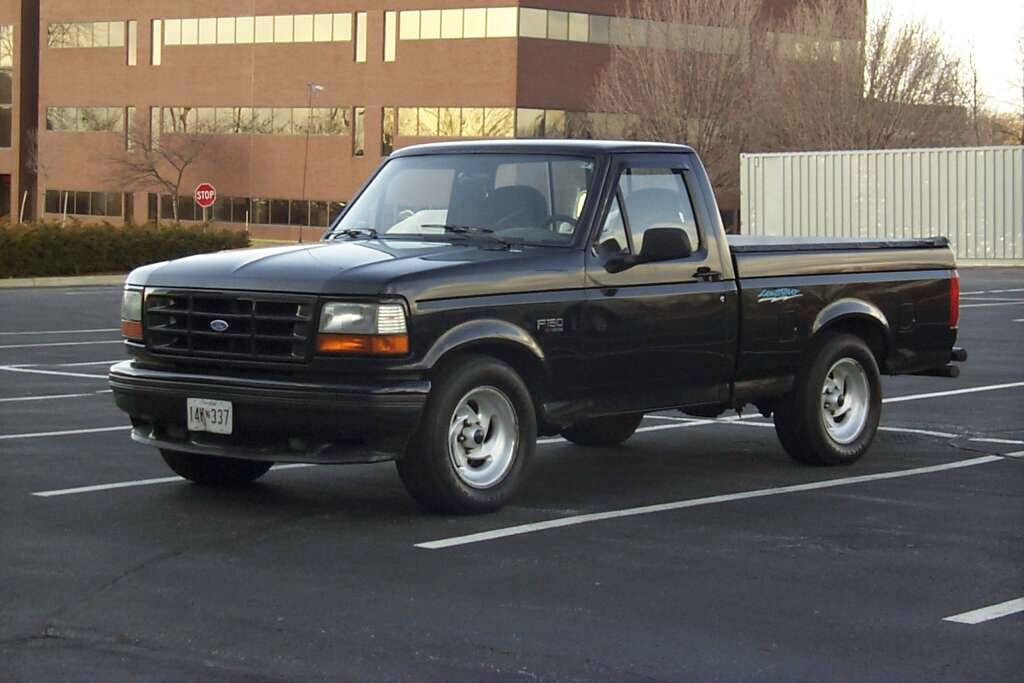
Ford F-150 SVT Lightning (1993–1995)
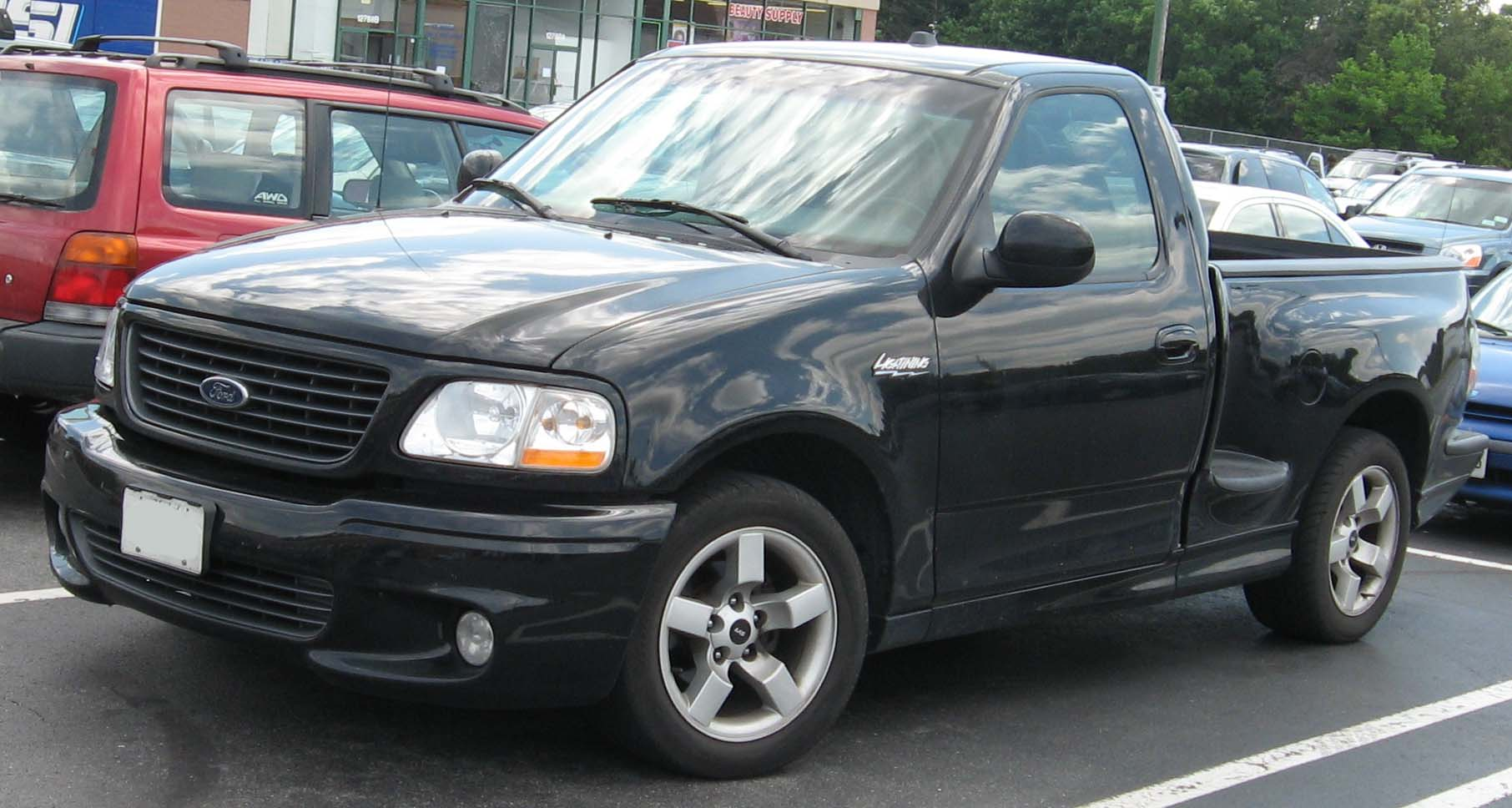
Ford F-150 SVT Lightning (1999–2004)
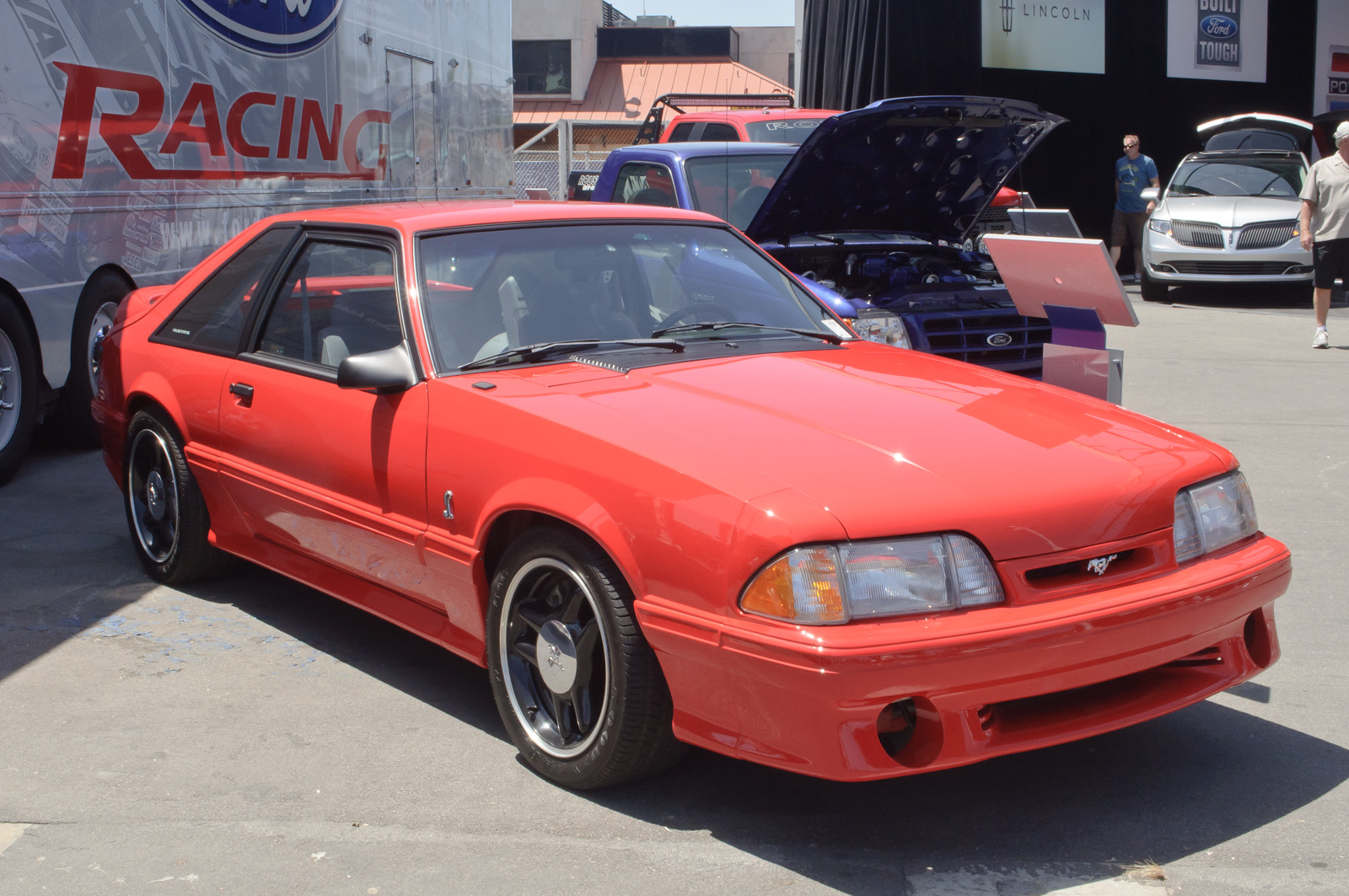
Ford SVT Mustang Cobra R (1993)
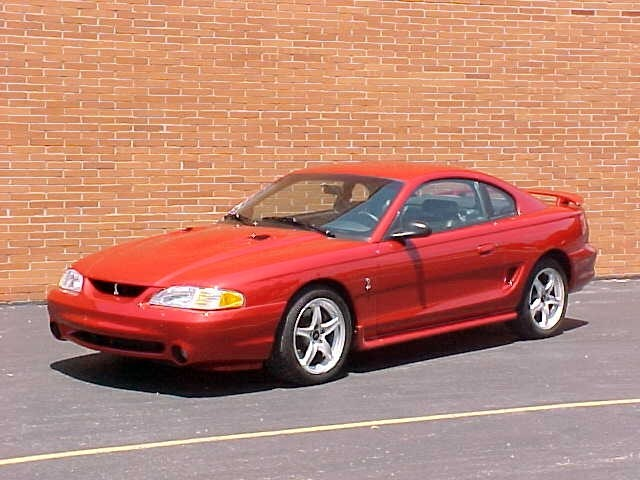
Ford SVT Mustang Cobra (1994–1998)
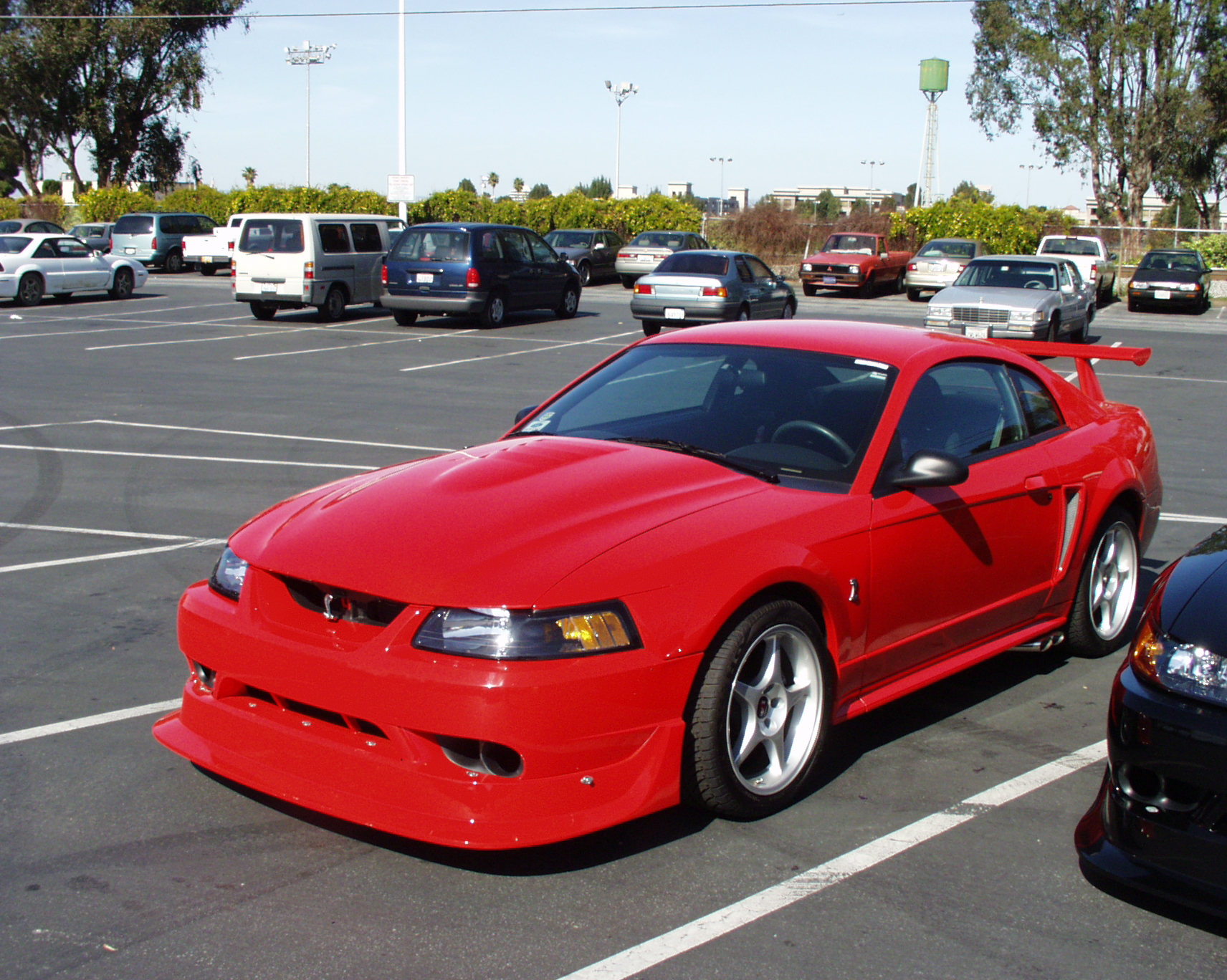
Ford SVT Mustang Cobra R (2000)
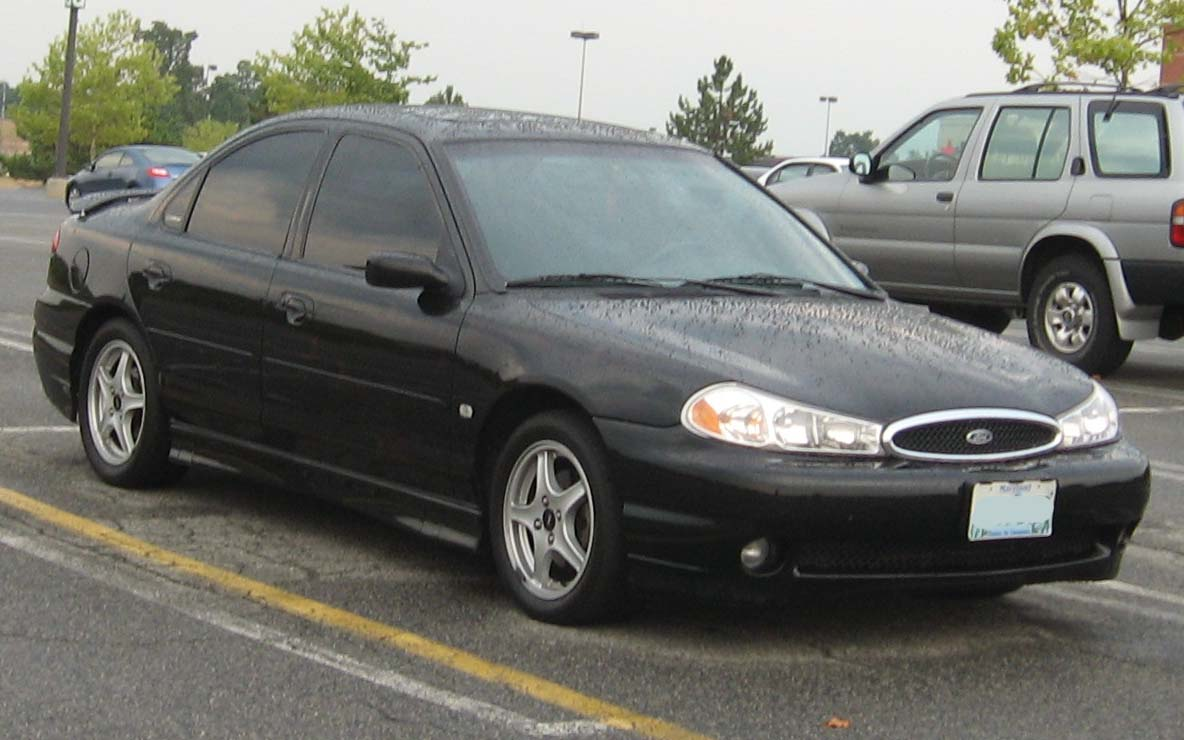
Ford SVT Contour (1998–2000)
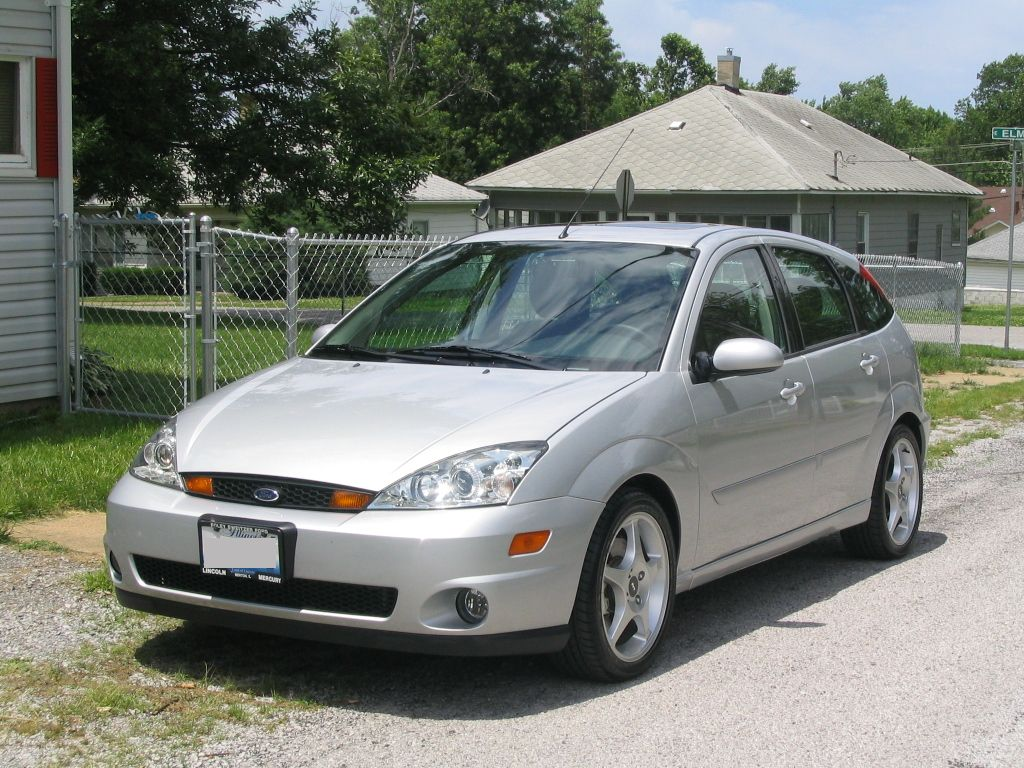
Ford SVT Focus (2002–2004)
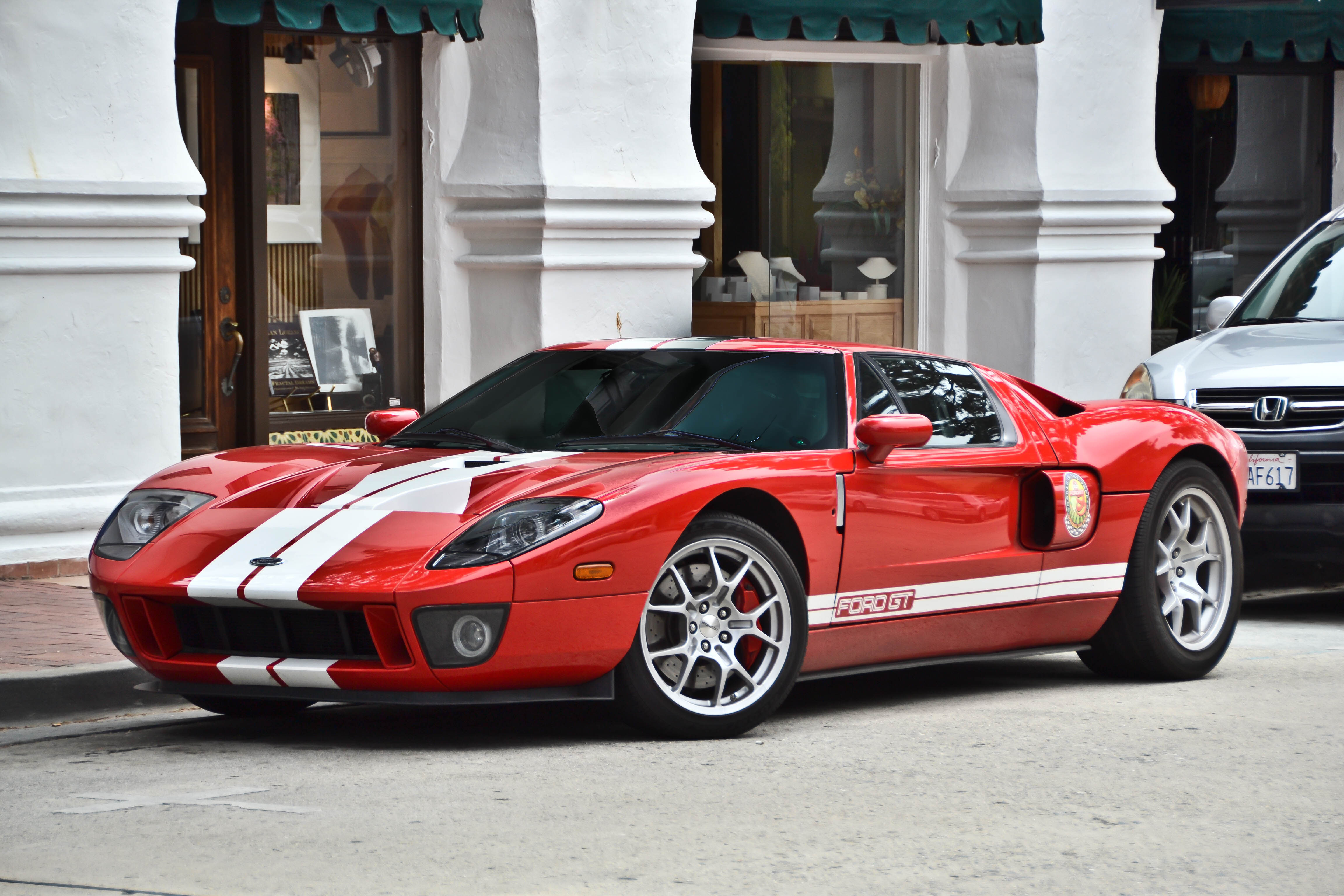
Ford GT (2005–2006)
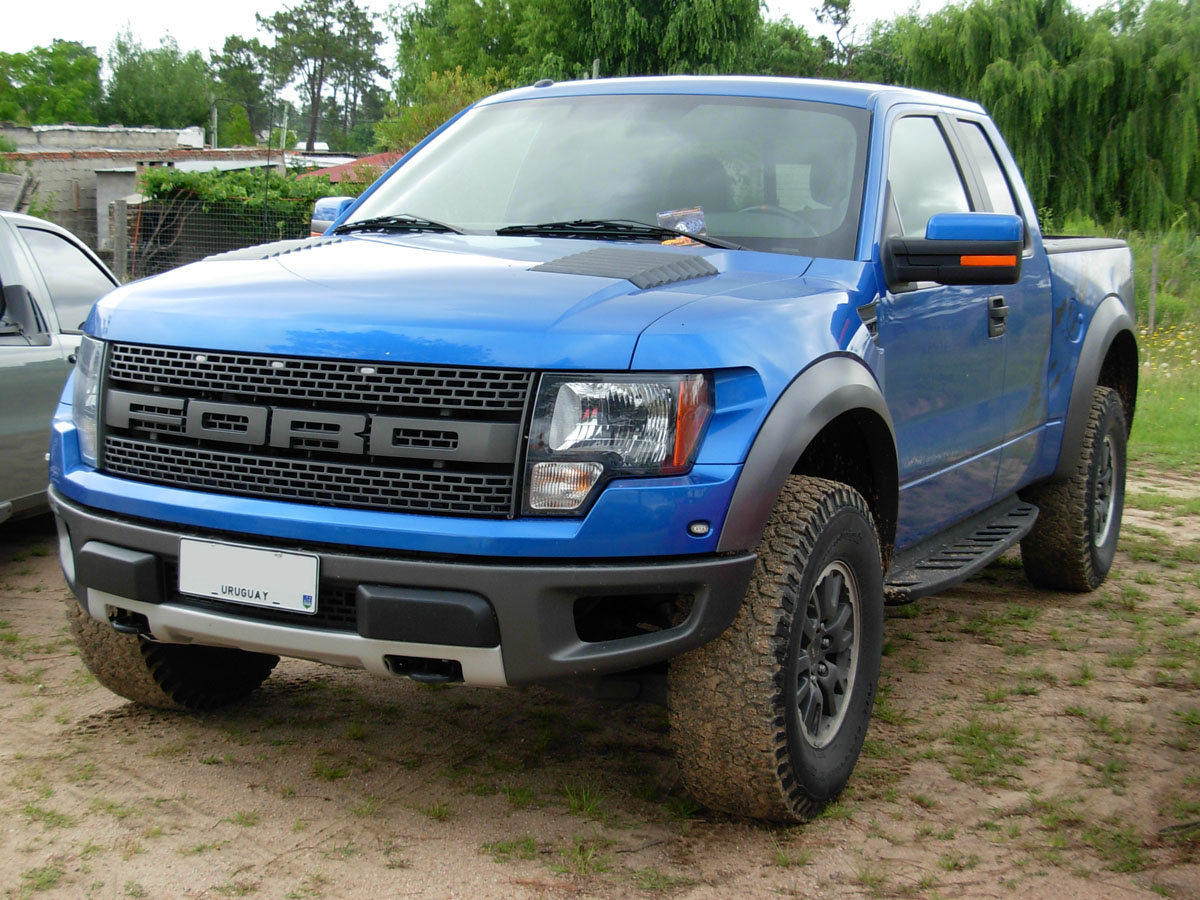
Ford F-150 Raptor SVT (2010–2014)
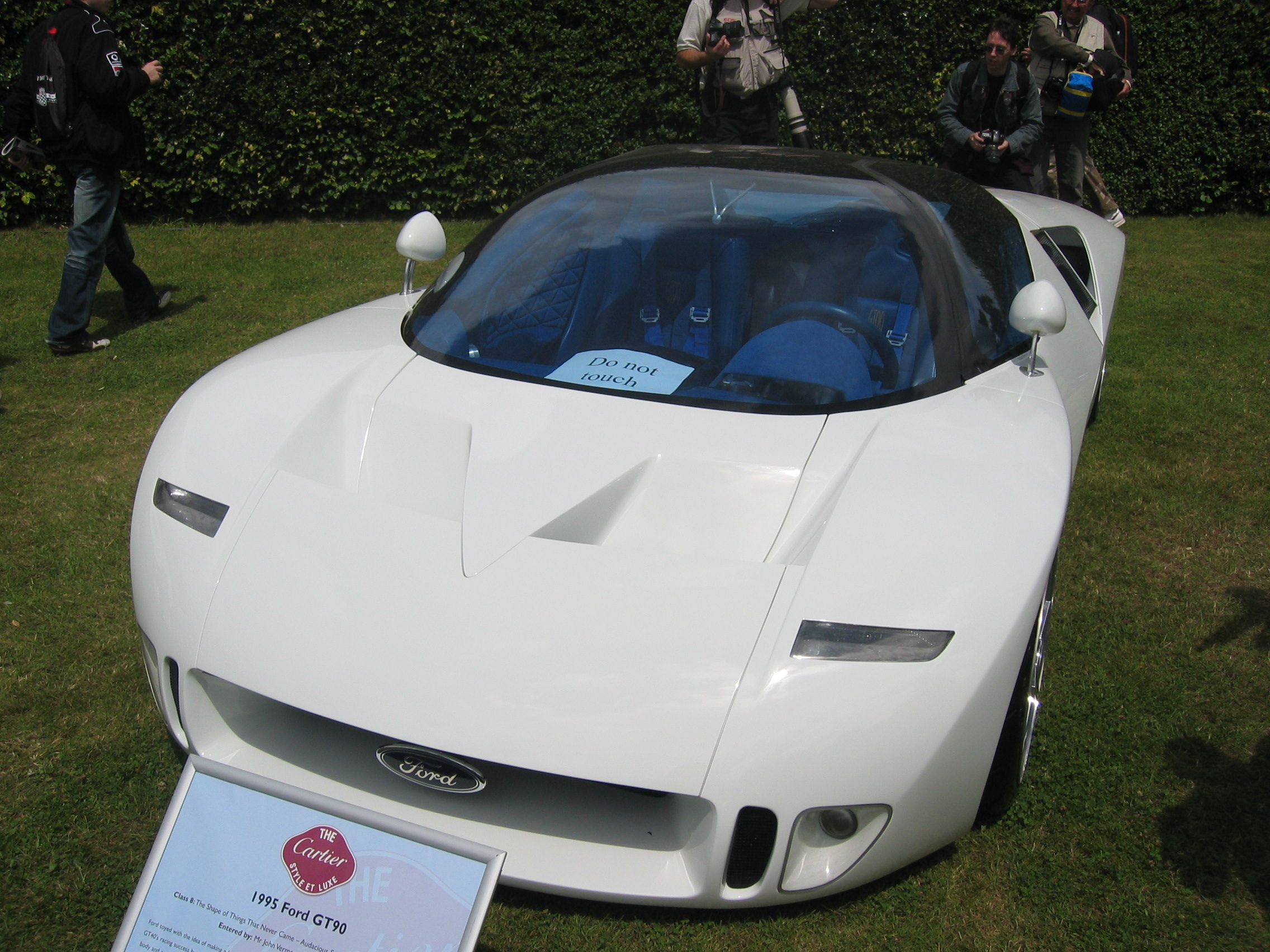
Ford GT90 (1995, Konzeptfahrzeug)